# Karol Dobiaš
Karol Dobiaš (n. 18 de diciembre de 1947; Handlová, Checoslovaquia) es un exfutbolista internacional y entrenador eslovaco. Jugó principalmente como defensa lateral derecho y en ocasiones también como centrocampista. Desarrolló gran parte de su carrera en el Spartak Trnava y fue internacional con la selección de Checoslovaquia, con quien se proclamó campeón de la Eurocopa 1976. Como entrenador ha dirigido, entre otros, al Sparta Praga.